# Burgstall Inzell I
Der Burgstall Inzell I bezeichnet eine abgegangene hoch- oder spätmittelalterliche Niederungsburg bei Hausmann, einem Ortsteil der Gemeinde Inzell im Landkreis Traunstein in Bayern.
Von der ehemaligen Burganlage ist nichts erhalten, der Burgstall befindet sich zwischen dem Falkensteinweg und Paulöd in flachem Wiesengelände im Bereich einer markanten Biegung des Falkenseebaches. Heute ist die Stelle als ehemaliges Bodendenkmal D-1-8242-0103 „Burgstall des hohen oder späten Mittelalters“ vom Bayerischen Landesamt für Denkmalpflege erfasst.